# À la recherche de l'esprit de Noël
Pour plus de détails, voir Fiche technique et Distribution.
À la recherche de l'esprit de Noël (The Christmas Spirit) est un téléfilm de Noêl américain coécrit et réalisé par Jack Angelo, diffusé en 2013.

## Synopsis
Charlotte Hart, une journaliste en congé forcé, retourne vivre à Laurel Springs, la ville de son enfance, afin de prendre soin de la famille de son frère, parti combattre en Afghanistan. Tandis que sa belle-sœur, infirmière, enchaîne les gardes à l'hôpital, elle s'occupe de ses deux neveux adolescents, Morgan et Christopher, tout en gérant le journal local. Deux hommes d'affaires travaillant pour une entreprise d'investissement immobilier, se présentent à elle. Leur patron, Daniel Huntslar, souhaite racheter les commerces de la rue principale pour moderniser le cœur de ville. Charlotte voit tout cela d'un mauvais œil, d'autant que les fêtes de Noël approchent. Elle décide de rendre visite à Daniel pour lui donner son point de vue. Peu après, tous les deux sont victimes d'un accident de la route qui les laisse dans le coma. Mais ils se réveillent sous la forme de fantômes et avec l’aide de Gwen, une amie et voisine de Charlotte qui est la seule à pouvoir les voir, ils découvrent qu’ils vont devoir régler certaines choses dans leur vie s’ils veulent revenir…

## Fiche technique
- Titre original : The Christmas Spirit
- Titre français : À la recherche de l'esprit de Noël
- Réalisation : Jack Angelo
- Scénario : Jack Angelo et Nicollette Sheridan
- Direction artistique : Sarah Young
- Costumes : Jayme Bohn
- Photographie : Mark Irwin
- Montage : Adam Lichtenstein
- Musique : Billy Lincoln
- Production : Brad Southwick
- Société de production : Motion Picture Corporation of America
- Société de distribution : Hallmark Channel
- Pays d’origine :  États-Unis
- Langue originale : anglais
- Format : couleur
- Genre : comédie dramatique
- Durée : 84 minutes
- Dates de diffusion :
  - États-Unis : 1er décembre 2013[1] sur Hallmark Channel
  - France : 2 décembre 2014 sur TF1

## Distribution
- Nicollette Sheridan (VF : Marie-Martine Bisson) : Charlotte Hart
- Sammi Hanratty (VF : Camille Timmerman) : Morgan
- Olympia Dukakis (VF : Évelyne Grandjean) : Gwen Hollander
- Bart Johnson (VF : Jean-Pierre Michaël) : Daniel Huntslar
- Amanda Foreman (VF : Natacha Muller) : Pam
- Tristan Lake Leabu (VF : Tom Trouffier) : Christopher
- Osbeck Jon (VF : Tanguy Goasdoué) : Jerry
- James Kisicki (VF : Michel Bedetti) : Alan

 Source et légende : version française (VF) sur RS Doublage